# Olivier Theyskens
Olivier Theyskens, född 4 januari 1977 i Bryssel, Belgien, är chefsdesigner för det franska modehuset Nina Ricci. Theyskens blev vald till Rochas chefsdesigner 2002.